# Intel 810

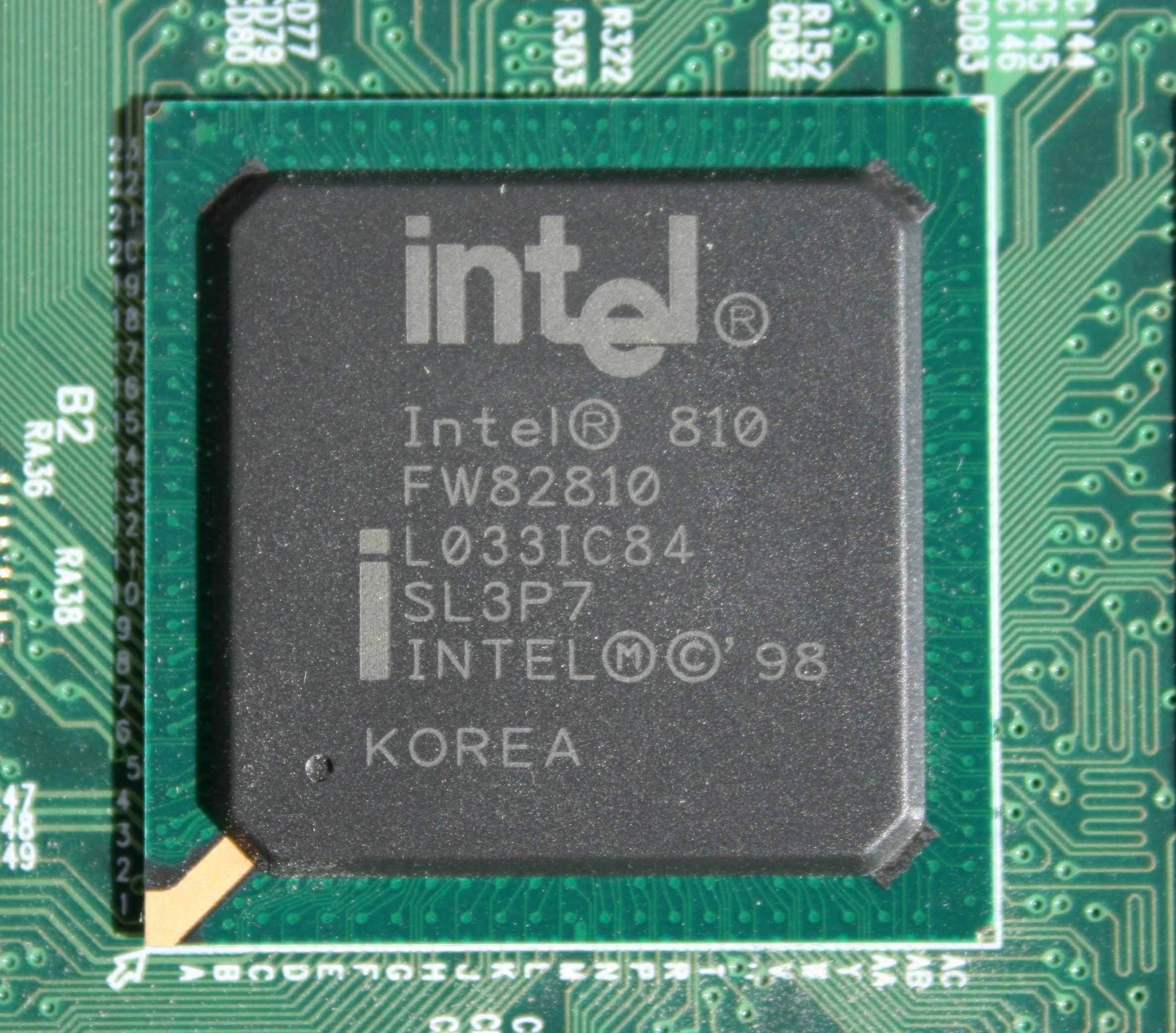
Intel 810 чипсет

i810 — чипсет Intel.  Був випущений Intel на початку 1999 з кодовою назвою "Уїтні" (англ. Whitney) як платформа для CPU серії P6 на основі Socket 370, в тому числі Pentium III і Celeron процесорів. Деякі проекти включають в материнську плату Slot 1 для старших процесорів Intel або комбінацію обох Socket 370 і Slot 1. Чипсет спрямований на недорогий сегмент ринку, пропонуючи надійну платформу для однопроцесорних бюджетних систем  з інтегрованою графікою. i810 був першим чипсетом Intel, заснованим на дизайні архітектури хаба, яка мала кращу I/O пропускну здатність.

## Технічні особливості[2]
Існують 5 варіантів 810:
- 810-L : MicroATX (4 PCI), без кешу дисплея, ATA33 інтерфейс жорсткого диска.
- 810: MicroATX (4 PCI), без кешу дисплея, ATA33 і ATA66.
- 810-DC100: ATX (6 PCI), 4 Мб кешу дисплея (AIMM), ATA33 і ATA66.
- 810E: додана підтримка частоти FSB 133 МГц, CPU серії Pentium III або Celeron "Coppermine-EB".
- 810E2: додана підтримка Pentium III і Celeron, з ядром 130 нм "Tualatin", портами ATA100 і 4 USB 1.1.

Intel 810 намагався інтегрувати стільки функціональності в материнську плату, як це можливо. Особливості включають в себе:
- підтримку шин 66 і 100 МГц
- 2 порти USB
- Інтегрований графічний процесор.
  - Прискорювачі 2D/3D, що базуються на Intel 740 (i752).
  - Виділений кеш відеопам'яті (опціонально, в разі відсутності використовується основна оперативна пам'ять).
  - Апаратна компенсація руху для відтворення DVD.

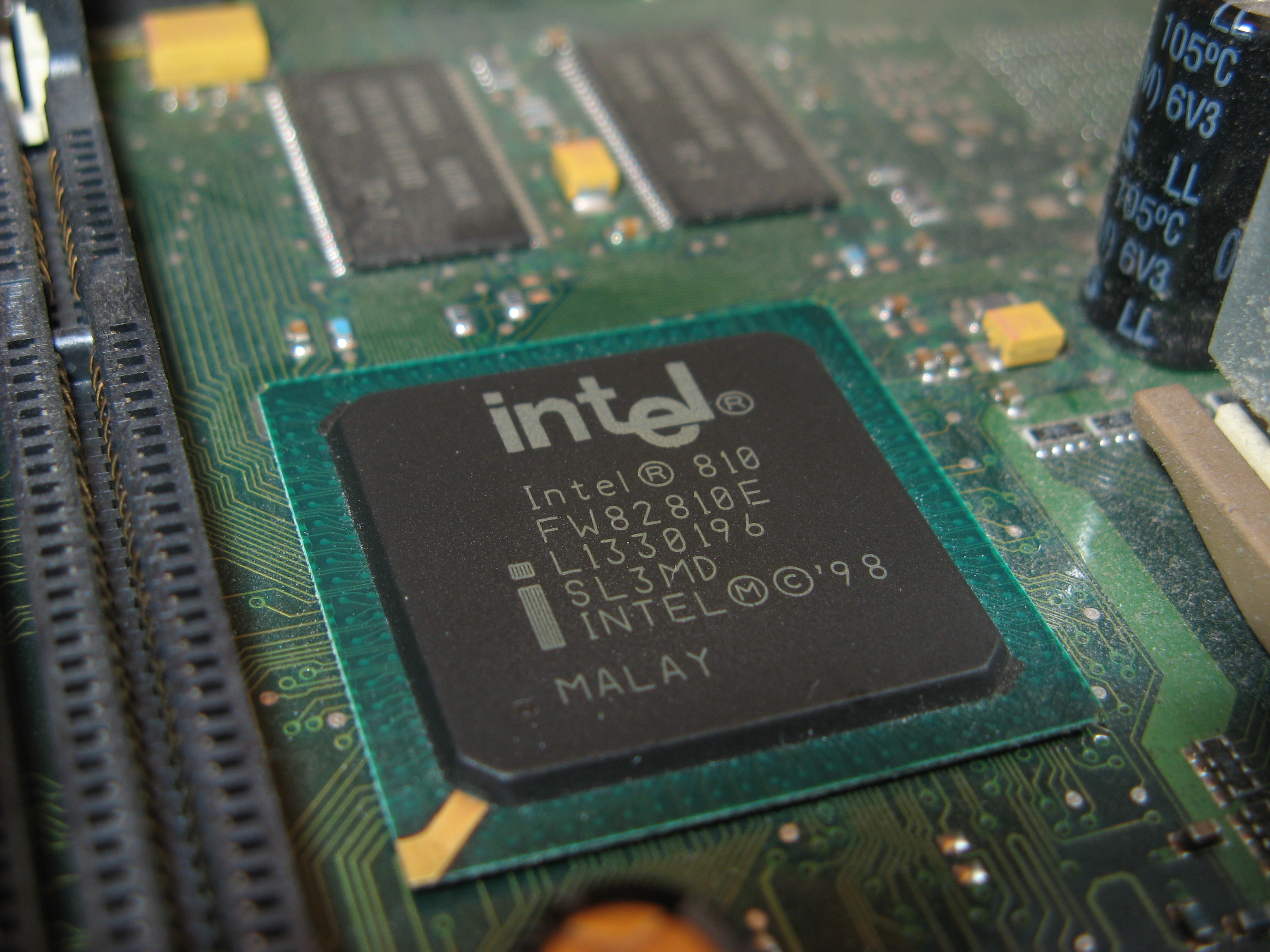

  - Цифровий відеовихід
- AC'97 модем і аудіо

## Архітектура чіпсета Intel 82810E
Схема